# Severo Ochoa
Severo Ochoa de Albornoz (Luarca, 24 settembre 1905 – Madrid, 1º novembre 1993) è stato un biochimico spagnolo naturalizzato statunitense nel 1956.

## Biografia
Ochoa è nata a Luarca, Nel 1923 frequentò la Facoltà di Medicina dell'Università di Madrid. Studiò con padre Pedro Arrupe e Juan Negrín fu il suo insegnante. Negrín e Ochoa e un altro studente, e José Valdecasas. I due studenti svilupparono anche un metodo per misurare piccoli livelli di creatinina muscolare. Ochoa trascorse l'estate del 1927 all'Università di Glasgow lavorando con D. Noel Paton sul metabolismo della creatina. Inoltre perfezionò ulteriormente la procedura di analisi e al ritorno in Spagna lui e Valdecasas presentarono un articolo che descriveva il lavoro al Journal of Biological Chemistry, dove fu rapidamente accettato, segnando l'inizio della carriera biochimica di Ochoa.
Ochoa completò la sua laurea in medicina nell'estate del 1929 e decise di andare di nuovo all'estero per acquisire ulteriore esperienza di ricerca. Il suo lavoro sulla creatina e sulla creatinina portò nel 1929 a un invito a unirsi al laboratorio di Otto Meyerhof presso l'Istituto di biologia Kaiser Wilhelm di Berlino-Dahlem. A quel tempo l'istituto era un "focolaio" della disciplina in rapida evoluzione della biochimica, e così Ochoa ebbe l'esperienza di incontrare e interagire con scienziati come Otto Heinrich Warburg, Carl Neuberg, Einar Lundsgaard e Fritz Lipmann oltre a Meyerhof che aveva ricevuto il Premio Nobel per la Fisiologia e la Medicina meno di un decennio prima.
Nel 1930 Ochoa tornò a Madrid per completare le ricerche per la sua tesi di laurea in medicina, che difese quell'anno. Nel 1931, appena medico, sposò Carmen García Cobián. Non avevano figli. Ha poi iniziato gli studi post-dottorato presso il National Institute for Medical Research di Londra, dove ha lavorato con Henry Hallett Dale . La sua ricerca londinese ha coinvolto l'enzima gliossalasi e ha rappresentato un punto di partenza importante nella carriera di Ochoa sotto due aspetti. Innanzitutto, il lavoro segnò l'inizio dell'interesse permanente di Ochoa per gli enzimi. In secondo luogo, il progetto era all'avanguardia nello studio in rapida evoluzione del metabolismo intermedio .
Forzato ad emigrare dal suo paese d'origine per scappare dalla Guerra Civile, Severo Ochoa scappò negli Stati Uniti dove ha lavorato come professore all'Università Washington di Saint Louis nel 1941 e all'Università di New York nel 1945. In quest'ultimo istituto, Ochoa ha potuto portare avanti i suoi studi sul DNA e sul RNA, per i quali ha vinto il Nobel per la Medicina nel 1959. Durante il suo periodo negli Stati Uniti, ha deciso di rinunciare alla nazionalità spagnola per adottare quella statunitense, scegliendo di non recuperare più la sua nazionalità d'origine.
Tornato in spagna nel 1963, ha aiutato a fonare la Società Spagnola di Biochimica e Biologia Molecolare nel 1963 e comincia a lavorare nel paese, aiutando a modernizzare le Istituzioni scientifiche e dove ha ricevuto vari riconoscimenti dalla società spagnola, come ad esempio il titolo di dottore honoris causa da parte dell'Università di Oviedo.
Torna nel 1974 negli Stati Uniti per lavorare all'Istituto Roche, in New Jersey, Ochoa è andato in pensione nel 1975 per poi morire nel 1993, quattr'anni dopo la pubblicazione del suo ultimo lavoro scientifico.

## Carriera
Nel 1933 gli Ochoa tornarono a Madrid dove iniziarono a studiare la glicolisi nel muscolo cardiaco. Nel giro di due anni gli fu offerta la direzione della Sezione di Fisiologia in un Istituto di ricerca medica appena creato presso la Facoltà di Medicina dell'Università di Madrid . Purtroppo la nomina avvenne proprio mentre scoppiava la guerra civile spagnola . 
Ochoa lasciò la Spagna e tornò al Kaiser Wilhelm Institute for Biology di Meyerhof, ora trasferito a Heidelberg, dove Ochoa trovò un focus di ricerca profondamente cambiato. Durante la sua visita nel 1930 il lavoro di laboratorio era "fisiologia classica", che Ochoa descrisse come "si potevano vedere muscoli contrarsi ovunque".  Nel 1936 il laboratorio di Meyerhof era diventato una delle strutture biochimiche più importanti al mondo focalizzata su processi come la glicolisi e la fermentazione . Invece di studiare la “contrazione” dei muscoli, il laboratorio stava ora purificando e caratterizzando gli enzimi coinvolti nell’azione muscolare e quelli coinvolti nella fermentazione del lievito.
Da allora fino al 1938 ricoprì numerosi incarichi e lavorò con molte persone in molti luoghi. Otto Meyerhof, ad esempio, lo ha nominato per un anno assistente di ricerca ospite presso l'Istituto Kaiser Wilhelm per la ricerca medica di Heidelberg . Dal 1938 al 1941 fu dimostratore e assistente di ricerca sul Nuffield presso l' Università di Oxford.